# Израильско-молдавские отношения
Израильско-молдавские отношения — двусторонние международные дипломатические, политические, экономические, торговые, военные, культурные и иные, исторические и настоящие отношения между Молдовой и Израилем.
Дипломатические отношения между двумя странами были установлены в 1992 году. У Молдовы есть посольство в Тель-Авиве (открыто в 1994 году), а Израиль представлен в Молдова через своего посла в Киеве, Украина. В настоящее время посол Молдовы в Израиле — Габриела Морару. 23 декабря 2015 года Моран Мано был назначен почётным консулом Молдовы в Ашдоде.

## История

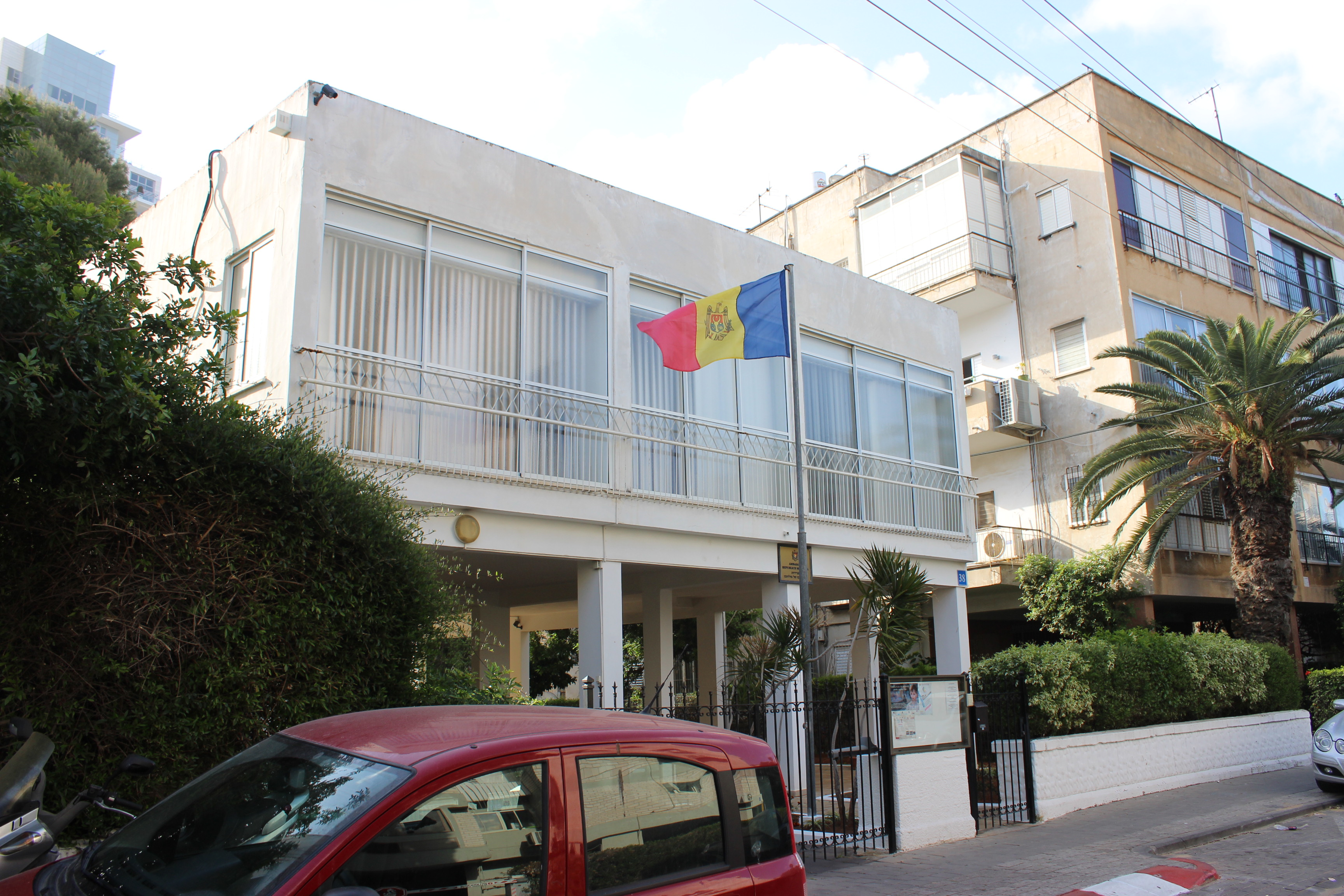
Молдовское посольство на ул. Рембрандта, Тель-Авив

Израиль признал независимость Молдовы, когда она стала членом ООН в 1992 году. Дипломатические отношения между двумя странами были установлены 22 июня того же года.
С 28 апреля по 6 мая 1993 года состоялся государственный визит молдовского премьер-министра в Израиль.
Президент Молдовы посетил Израиль с официальным визитом в июне 1997 года.
В октябре 2007 года Израиль оказал Молдовы помощь в виде медицинского оборудования и направил денежные средства для одной из больниц Кишинёва.
В сентябре 2011 года родившийся в Молдове глава израильского МИДа Авигдор Либерман посетил эту страну с официальным визитом. Он встретился с премьер-министром Владимиром Филатом и главой молдавского МИДа Юрием Лянкэ. Либерман также встретился с официальными лицами правительства. Он посетил кишинёвский мемориал, посвящённый жертвам Холокоста, а также еврейские школы и встретился с израильской делегацией, находившийся в Молдове на учениях НАТО.
В декабре 2012 года правительство Израиля ратифицировало соглашение между двумя странами, позволяющее временную занятость граждан Молдовы в еврейском государстве.
4 ноября 2014 года был одобрен запрос главы израильского министерства внутренних дел Гидеона Саара об отмене визовых формальностей для граждан Молдовы, которые посещают Израиль с целью туризма.
30 ноября 2014 года был основан совместный израильско-молдавский проект по развитию сельского хозяйства. В рамках этого проекта была основана лаборатория по молекулярной биологии.
После окончания операции «Нерушимая скала» министр туризма Израиля Узи Ландау подписал экономическое соглашение между Израилем и Молдовой с целью рекламы туристических услуг Израиля для молдавских туристов.
В июне 2017 года молдавский министр иностранных дел и европейской интеграции Андрей Галбур направил главе израильского правительства поздравительную телеграмму по случаю 25-летия установления дипломатических отношений между странами. Министр особо отметил важность двустороннего политического диалога, укрепления двусторонней торговли и инвестиций, а также упрочнения межличностных и культурных связей.
В марте 2018 года прошла встреча молдавского министра иностранных дел и европейской интеграции Тудора Ульяновского с израильским послом в Кишинёве Элияху Йерушалми. На встрече министр Ульяновский приветствовал факт развития двусторонних отношений между двумя странами, визит молдавского премьера в Израиль, организацию дня молдавской культуры в Израиле и проч. В свою очередь он предложил провести в Молдове день израильской культуры, а также другие события для продвижения культурного диалога и обмена между странами, включая участие в международной туристической выставке (IMTM) в 2019 году.
В декабре 2018 года молдавский президент Игорь Додон посетил Израиль с официальным визитом, впервые за 14 лет. В его рамках он встретился и провёл переговоры со председателем кнессета Юлием Эдельштейном.
В июне 2019 года премьер-министр Павел Филип объявил о переезде посольства Молдовы в Израиле из Тель-Авива в Иерусалим.
В декабре 2024 года правительство Израиля приняло решение открыть посольство в Молдове. В начале февраля 2025 года глава МИД Израиля Гидеон Саар посетил Кишинёв с официальным визитом, в рамках которого принял участие в церемонии открытия израильского посольства. В торжественной церемонии также приняли участие вице-премьер и глава МИД Молдовы Михай Попшой, а также официальные делегации обеих стран. Кроме того Саар встретился с президентом Молдовы Майей Санду. На встрече обсуждалось двусторонние отношения между обеими странами, борьба с иранской террористической осью, а также война в Украине. Министр Саар выразил признательность президенту Санду за ее противостояние антисемитизму в Молдове и пригласил ее посетить Израиль.

## Торговые и экономические отношения
В марте 2024 года посол республики Молдова в Израиле Александр Ройтман и министр транспорта Израиля Мири Регев подписали двустороннее соглашение о взаимном признании водительских лицензий. На встрече стороны также обсудили дальнейшее развитие двусторонних отношений, включая переговоры по соглашению о свободной торговле, начатые в июле 2023 года.

## История евреев в Молдове
В XV веке сефардские евреи-купцы проложили торговые пути к Чёрному морю и в Польшу через Бессарабию (территорию, часть которой сегодня занимает Молдова). Археологические раскопки показывают, что еврейские поселения в самой Бессарабии были уже в XVI веке.